# Maiores géneros de plantas com flor

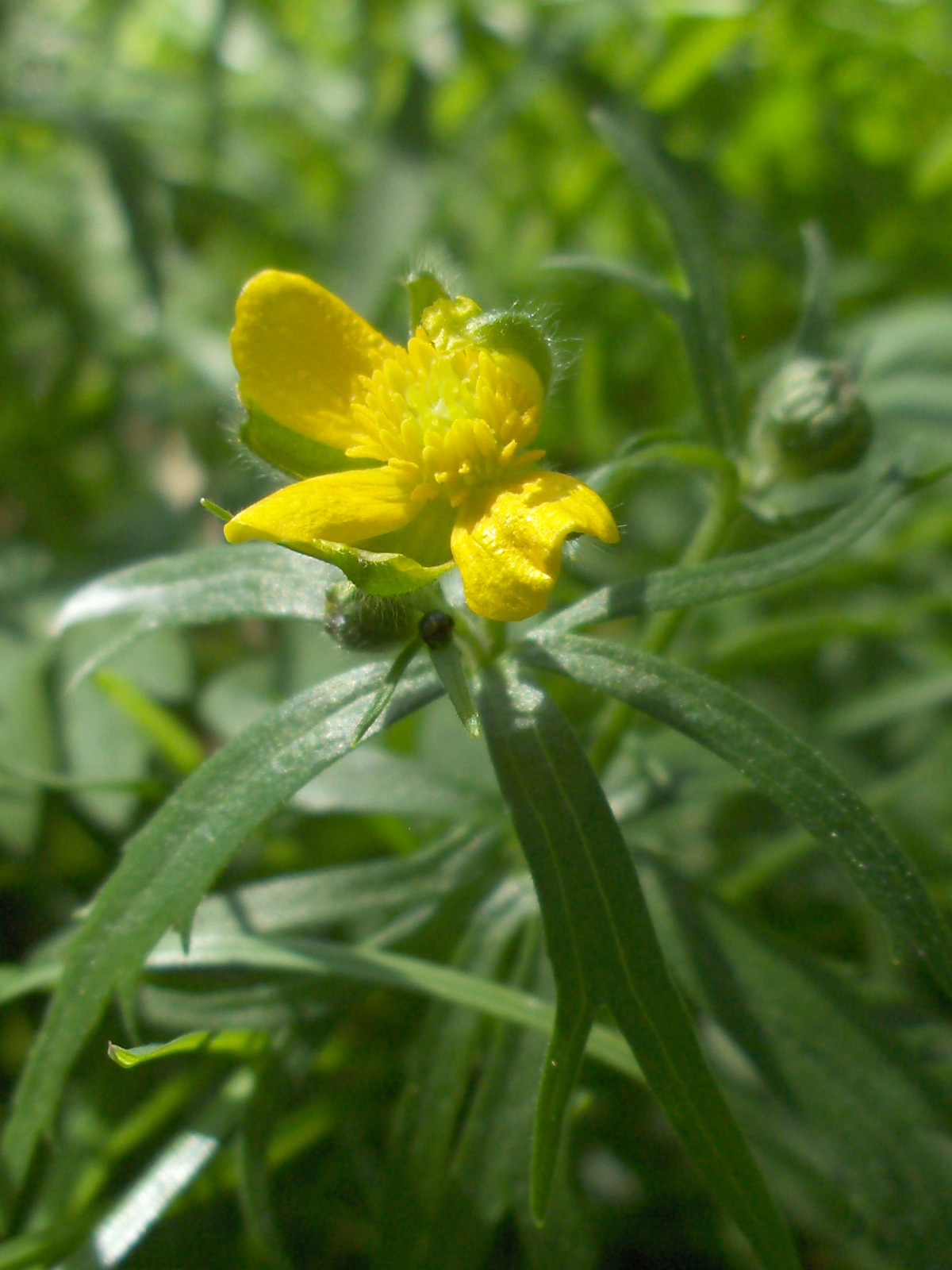
Agamospécies no complexo de espécies Ranunculus auricomus ajudam a exponenciar o número de espécies no gênero Ranunculus.

Existem 57 gêneros de plantas com flor que se estima conterem pelo menos 500 espécies descritas. O maior destes é Astragalus, um gênero de leguminosa que tem mais de 3.000 espécies.
O tamanho dos gêneros de plantas variam bastante, desde os monotípicos, que têm apenas uma espécie, até gêneros que têm milhares de espécies, sendo que esta disparidade se tornou clara cedo na história da classificação das plantas. O maior gênero na obra principal de Lineu, Species Plantarum, era Euphorbia, com 56 espécies; Lineu acreditava que nenhum gênero deveria conter mais do que 100 espécies.
Parte da disparidade no tamanho dos gênero é atribuível a factores históricos. De acordo com uma hipótese publicada por Max Walters em 1961, o tamanho dos gêneros de plantas está relacionado com a idade, não do táxon em si, mas do conceito do táxon na mente dos taxonomistas. Plantas que ocorriam na Europa eram aquelas em que a taxonomia inicial tinha como base, e como tal eram divididas em gêneros relativamente pequenos, enquanto que plantas que ocorriam nos trópicos eram agrupadas em gêneros muito maiores e mais heterogêneos. Da mesma forma, plantas que partilhavam propriedades medicinais em comum, como acontece em muitas das espécies do gênero Euphorbia, eram unidas num único gênero, enquanto que plantas que tinham usos diversificados, como as da família Poaceae, eram divididas em muitos géneros. Onde havia muitos nomes clássicos para grupos de plantas, tal como das Apiaceae / Umbelliferae ou nas Brassicaceae / Cruciferae, pequenos gêneros foram definidos, enquanto que em grupos não subdivididos por autores clássicos permaneceram como gêneros maiores, como Carex. Um número de fatores biológicos também influencia o número de espécies. Por exemplo, a ocorrência de apomixia permite o reconhecimento de grandes números de agamospécies, e esses taxa ajudaram a exponenciar gêneros como Ranunculus e Potentilla.
A introdução de taxa infragenéricos, como o subgênero, a secção e a série, por botânicos do século XIX, como por exemplo Augustin Pyrame de Candolle, permitiu a retenção de grandes gêneros que de outra forma se tornaram pouco manejáveis. E. J. H. Corner acreditava que ao estudar os grandes gêneros possibilitava uma visão mais aprofundada da biologia evolutiva, tendo concentrado os seus esforços em grandes gêneros de zonas tropicais como Ficus.

## Maiores gêneros
Um total de 57 gêneros de plantas com flor têm pelo menos 500 espécies, de acordo com uma análise feitapelo taxonomista vegetal David Frodin. O número atual de espécies é conhecido de maneira imprecisa, visto que muitos dos gêneros não foram sujeitos recentemente a monografias. Por exemplo, estimativas do número de espécies no gênero de orquídeas Pleurothallis varia de 1.120 até 2.500. Gêneros de outros grupos de plantas vasculares, mas que têm também grande número de espécies incluem Selaginella, Asplenium e Cyathea.

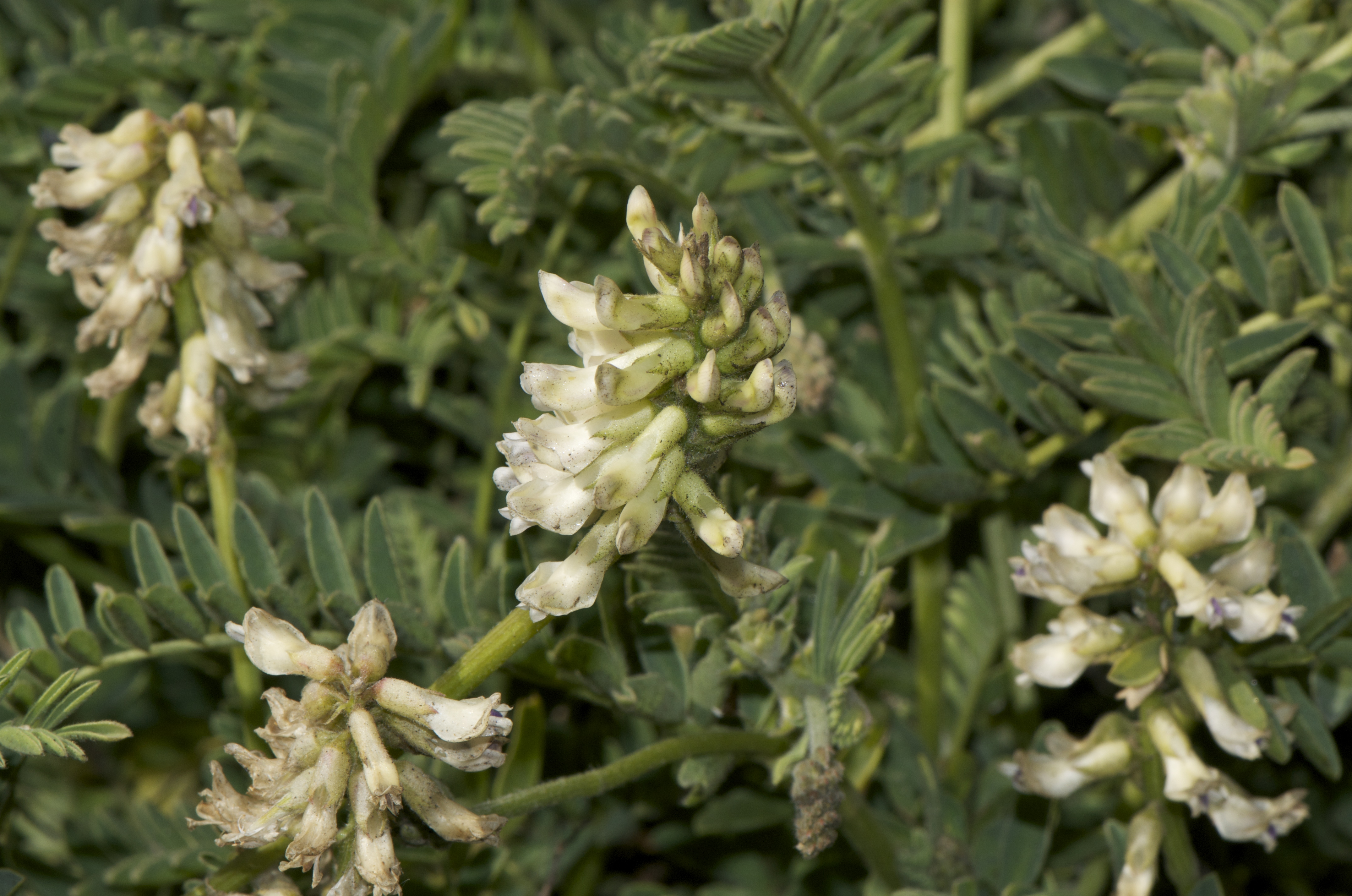
Astragalus é o maior gênero de plantas com flor, com mais de 3.200 espécies, incluindo Astragalus agnicidus

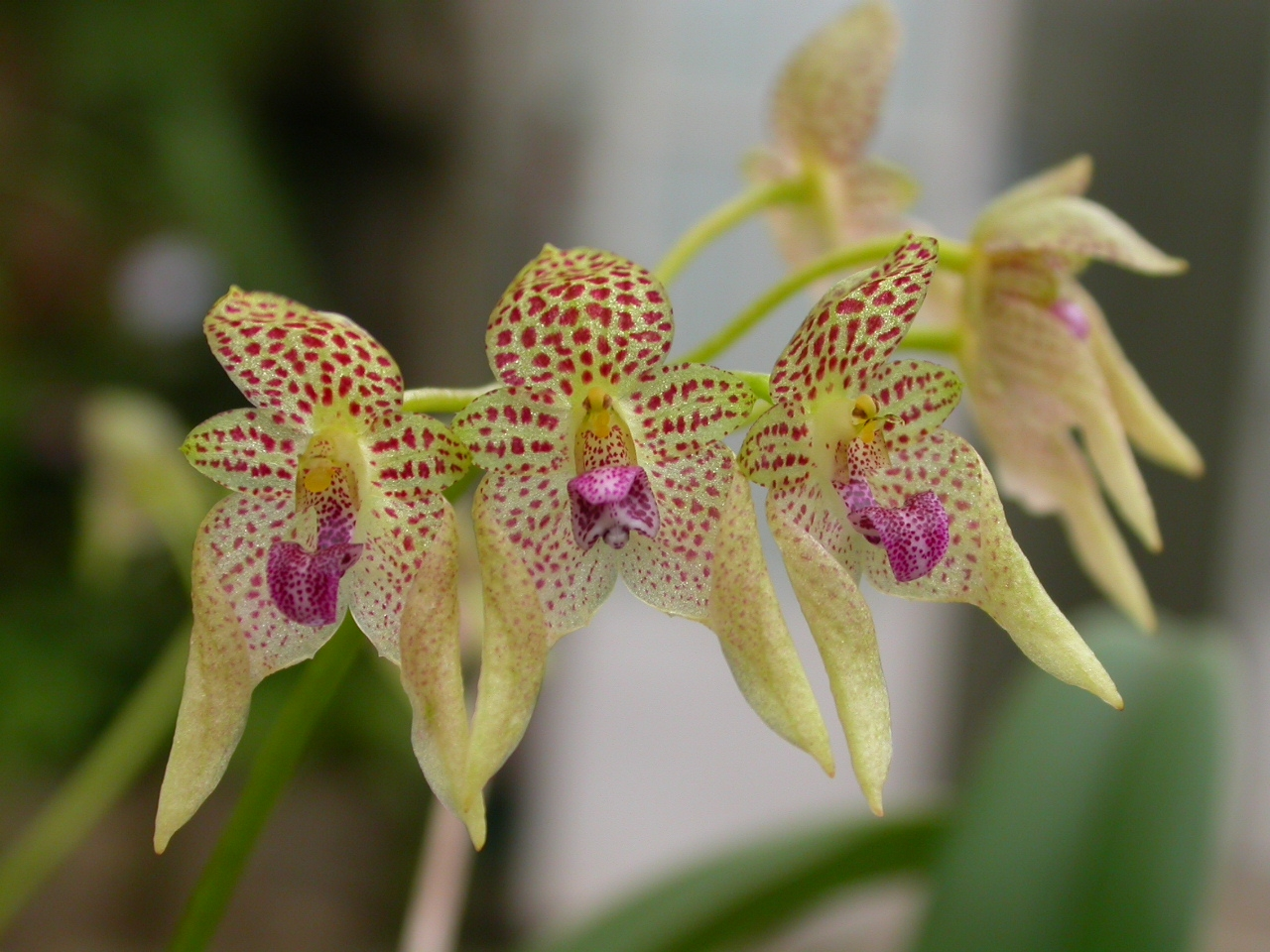
Bulbophyllum é o segundo maior gênero de plantas com flor, com mais de 2.000 espécies, incluindo Bulbophyllum guttulatum

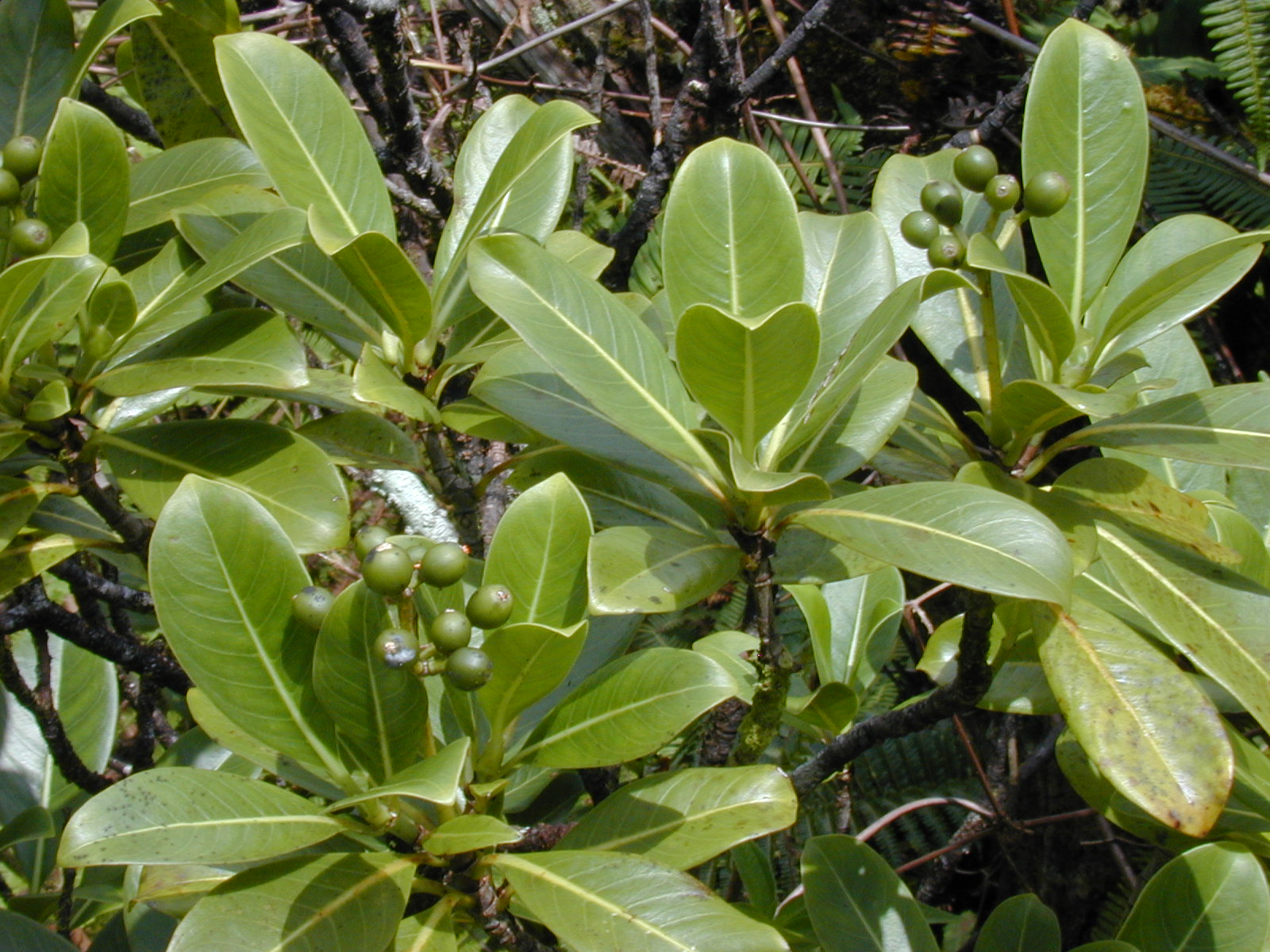
Psychotria é o terceiro maior gênero de plantas com flor, com mais de 1.900 espécies, incluindo Psychotria mariniana

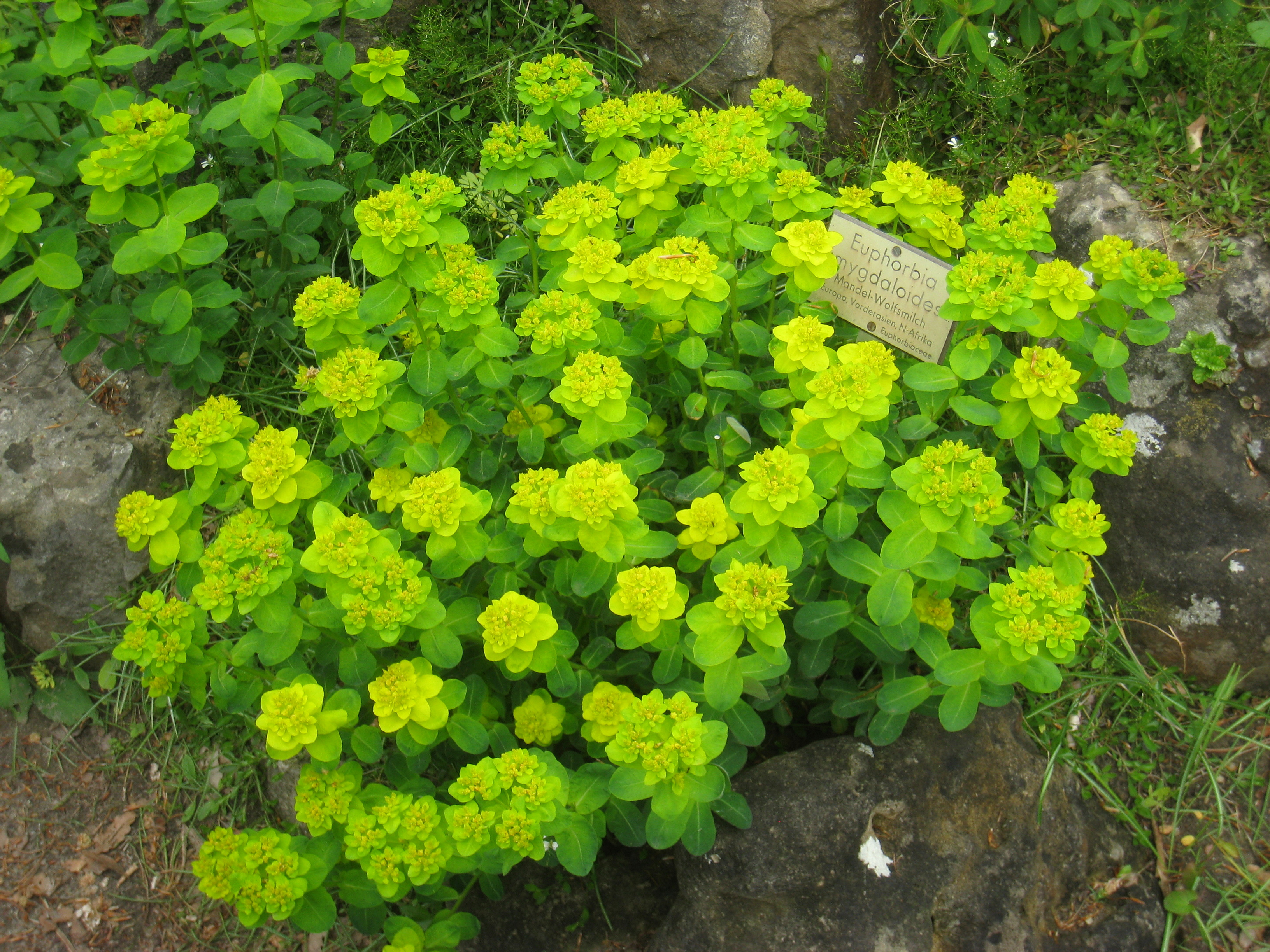
Euphorbia é o quarto maior gênero de plantas com flor, com mais de 1.800 espécies, incluindo Euphorbia amygdaloides

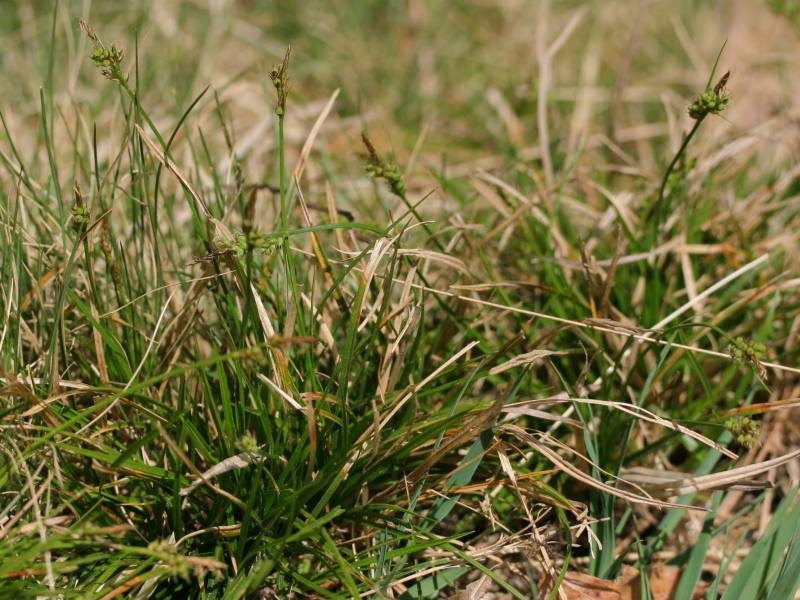
Carex é o quinto maior gênero de plantas com flor, com mais de 1.700 espécies, incluindo Carex pilulifera

| Posição | Gênero        | Espécies  | Família                 | Lista de espécies                  |
| ------- | ------------- | --------- | ----------------------- | ---------------------------------- |
| 1       | Astragalus    | 3 270     | Fabaceae / Leguminosae  |                                    |
| 2       | Bulbophyllum  | 2 032     | Orchidaceae             | Lista de espécies de Bulbophyllum  |
| 3       | Psychotria    | 1 951     | Rubiaceae               |                                    |
| 4       | Euphorbia     | 1 836     | Euphorbiaceae           | Lista de espécies de Euphorbia     |
| 5       | Carex         | 1 795     | Cyperaceae              | Lista de espécies de Carex         |
| 6       | Begonia       | 1 484     | Begoniaceae             |                                    |
| 7       | Dendrobium    | 1 371     | Orchidaceae             | Lista de espécies de Dendrobium    |
| 8       | Acacia        | c. 1 353  | Fabaceae / Leguminosae  | Lista de espécies de Acacia        |
| 9       | Solanum       | c. 1 250  | Solanaceae              | Lista de espécies de Solanum       |
| 10      | Senecio       | c. 1 250  | Asteraceae / Compositae | Lista de espécies de Senecio       |
| 11      | Croton        | 1 223     | Euphorbiaceae           | Lista de espécies de Croton        |
| 12      | Pleurothallis | 1 120+    | Orchidaceae             | Lista de espécies de Pleurothallis |
| 13      | Eugenia       | 1 113     | Myrtaceae               |                                    |
| 14      | Piper         | 1 055     | Piperaceae              |                                    |
| 15      | Ardisia       | 1 046     | Myrsinaceae             |                                    |
| 16      | Syzygium      | 1 041     | Myrtaceae               |                                    |
| 17      | Rhododendron  | c. 1 000  | Ericaceae               | Lista de espécies de Rhododendron  |
| 18      | Miconia       | 1 000     | Melastomataceae         |                                    |
| 19      | Peperomia     | 1 000     | Piperaceae              | Lista de espécies de Peperomia     |
| 20      | Salvia        | 945       | Lamiaceae / Labiatae    | Lista de espécies de Salvia        |
| 21      | Erica         | 860       | Ericaceae               |                                    |
| 22      | Impatiens     | 850       | Balsaminaceae           |                                    |
| 23      | Cyperus       | 839       | Cyperaceae              | Lista de espécies de Cyperus       |
| 24      | Phyllanthus   | 833       | Phyllanthaceae          | Lista de espécies de Phyllanthus   |
| 25      | Allium        | 815       | Amaryllidaceae          | Lista de espécies de Allium        |
| 26      | Epidendrum    | 800       | Orchidaceae             | Lista de espécies de Epidendrum    |
| 27      | Vernonia      | 800–1 000 | Asteraceae / Compositae |                                    |
| 28      | Lepanthes     | c. 800    | Orchidaceae             | Lista de espécies de Lepanthes     |
| 29      | Anthurium     | 789       | Araceae                 | Lista de espécies de Anthurium     |
| 30      | Diospyros     | 767       | Ebenaceae               |                                    |
| 31      | Ficus         | 750       | Moraceae                |                                    |
| 32      | Silene        | 700       | Caryophyllaceae         |                                    |
| 33      | Indigofera    | 700+      | Fabaceae / Leguminosae  |                                    |
| 34      | Oxalis        | 700       | Oxalidaceae             |                                    |
| 35      | Crotalaria    | 699       | Fabaceae / Leguminosae  |                                    |
| 36      | Centaurea     | 695       | Asteraceae / Compositae |                                    |
| 37      | Cassia        | 692       | Fabaceae / Leguminosae  |                                    |
| 38      | Eucalyptus    | 681       | Myrtaceae               | Lista de espécies de Eucalyptus    |
| 39      | Oncidium      | 680       | Orchidaceae             |                                    |
| 40      | Galium        | 661       | Rubiaceae               | Lista de espécies de Galium        |
| 41      | Cousinia      | 655       | Asteraceae / Compositae |                                    |
| 42      | Ipomoea       | 650       | Convolvulaceae          |                                    |
| 43      | Dioscorea     | 631       | Dioscoreaceae           |                                    |
| 44      | Cyrtandra     | 622       | Gesneriaceae            |                                    |
| 45      | Helichrysum   | 600       | Asteraceae / Compositae |                                    |
| 46      | Ranunculus    | 600       | Ranunculaceae           | Lista de espécies de Ranunculus    |
| 47      | Habenaria     | 600       | Orchidaceae             |                                    |
| 48      | Justicia      | 600       | Acanthaceae             |                                    |
| 49      | Schefflera    | 584       | Araliaceae              | Lista de espécies de Schefflera    |
| 50      | Ixora         | 561       | Rubiaceae               |                                    |
| 51      | Berberis      | 556       | Berberidaceae           |                                    |
| 52      | Quercus       | 531       | Fagaceae                | Lista de espécies de Quercus       |
| 53      | Pandanus      | c. 520    | Pandanaceae             |                                    |
| 54      | Panicum       | 500+      | Poaceae / Gramineae     |                                    |
| 55      | Eria          | 500       | Orchidaceae             |                                    |
| 56      | Polygala      | 500       | Polygalaceae            |                                    |
| 57      | Potentilla    | 500       | Rosaceae                |                                    |